# 長刀鉾
長刀鉾（なぎなたほこ、なぎなたぼこ）は、祇園祭前祭の鉾。巡行の順番が決まっている「くじ取らず」で、鉾の中で唯一、生稚児を乗せ巡行の先頭に立つ。下京区四条烏丸東入ル長刀鉾町に位置する。

## 概要
長刀鉾は名の通り、鉾頭に長刀を付け、疫病を払う役割を持つ。現在も生稚児を乗せる唯一の鉾である。
この鉾は2022年現在も女人禁制を取っている（一部の山鉾では女性が乗ることが許されている）。

## 歴史
応仁の乱以前から名がある鉾である。山鉾の中で最も早く創建され、その時期は嘉吉元年（1441年）であるとも、それより古いともいう。
八坂神社に最も近いところにあったことなどから、くじ取り式が始まった明応9年（1500年）から現在に至るまで、常に巡行一番を勤めてきた。

## 長刀
鉾頭に、謡曲「小鍛冶」で知られ、「天下五剣」の三日月宗近でも知られる平安時代の名工・三条小鍛冶宗近の作の長刀を立てたことから「長刀鉾」の名があるという。伝説によれば、宗近が娘の病気平癒を祈って祇園社に奉納した長刀（太刀）という。破風蟇股には小鍛冶宗近が神剣を造る姿の彫刻（片岡友輔作）が取り付けられている。
その後、大永2年（1522年）に三条長吉が作った長刀に取り換えられた。延宝3年（1675年）に和泉守来金道の作ったものを用いるようになった。
しかし、真剣では重量があって危険であることなどから、天保8年（1837年）より竹製に錫箔を押した模造が用いられている（長吉作の長刀は秘蔵されており非公開）。
長刀の正面が八坂神社や御所に向かないよう、南向きに付けられている。

## 天王像
天王座には、鎌倉時代初期の武士・和泉小次郎親衡の人形が祀られている。和泉（泉）親衡は源頼家の遺児を奉じて北条氏打倒の兵を挙げた人物であるが（泉親衡の乱）、朝比奈義秀と並ぶ強力無双の勇士であったとする伝説が付与された。長刀鉾に伝わる伝承によれば、親衡は祇園社に宗近が納めた長刀（太刀）を懇望して愛用したが、さまざまに不思議なことがあったために、神仏を私することの非を悟って返納したという。

## 生稚児
かつて祇園祭の鉾（船鉾を除く）には稚児が乗っていたが、現在も実際の稚児（生稚児）が乗るのは長刀鉾のみとなっている。

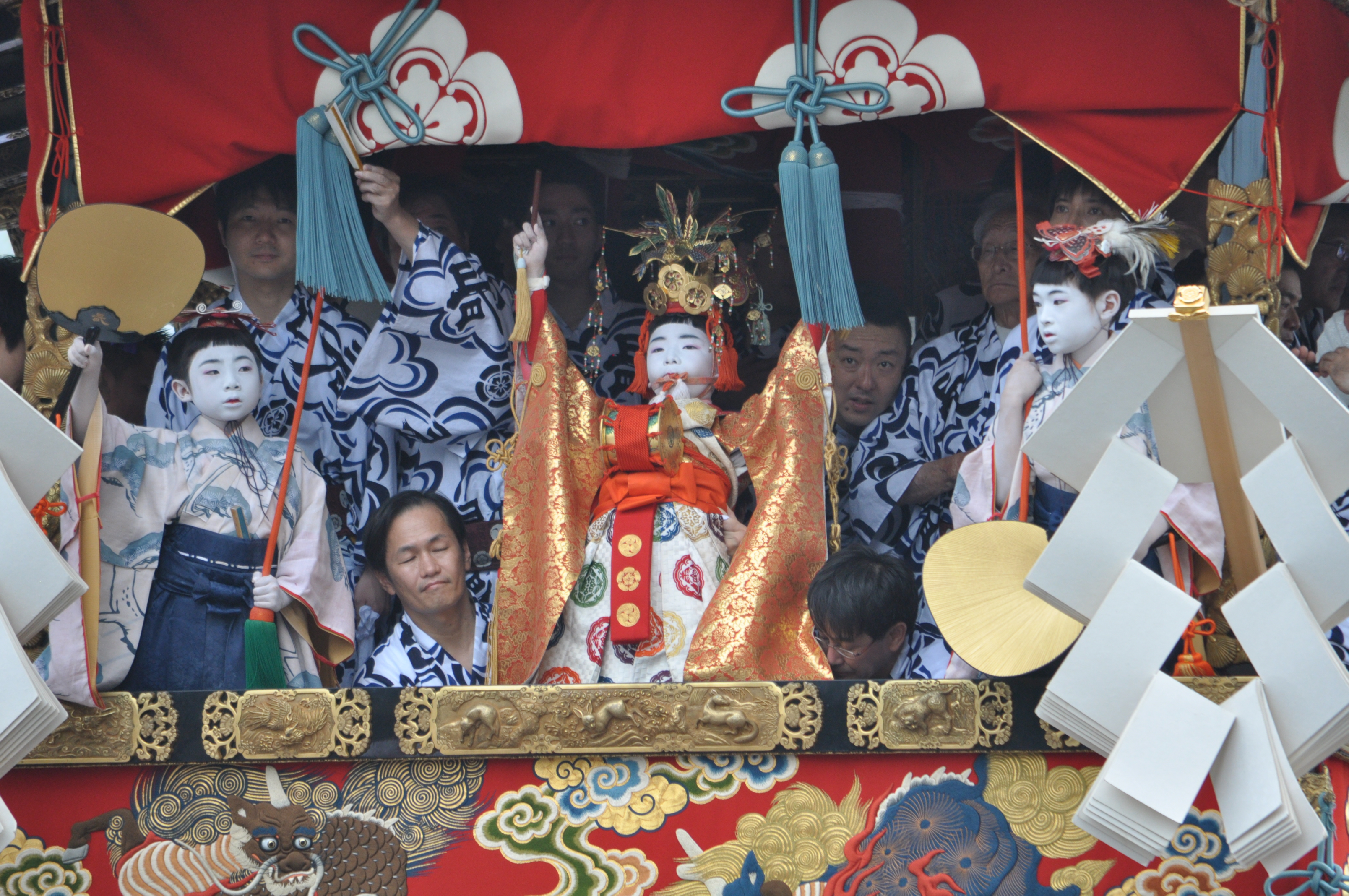
長刀鉾の生稚児（2017年7月17日撮影）
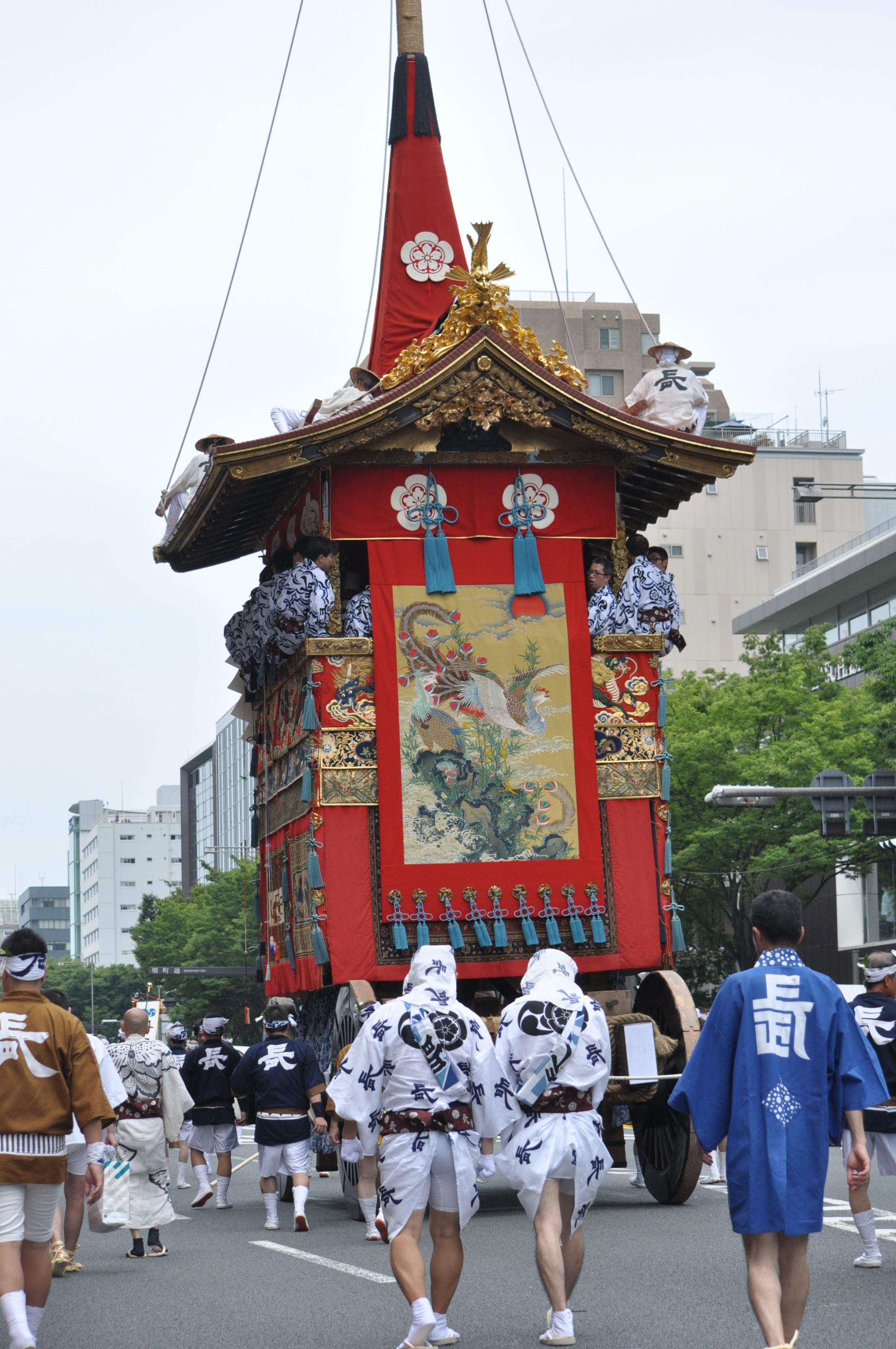
長刀鉾（2017年7月17日撮影）